# Tord Eliason
Tord Axel Eliason, född 23 december 1909 i Grebbestad, Göteborgs och Bohus län, död 5 mars 1992 i Örgryte församling, Göteborg, var en svensk arkitekt.
Eliason, som var son till Axel Eliason och Ellen Johansson, utexaminerades från Chalmers tekniska instituts lägre avdelning 1929 och högre avdelningen 1934. Han anställd på ingenjörsbyrån vid Göteborgs stads fastighetskontor 1934, blev förste arkitekt 1941, chef för tekniska utredningsbyrån där 1944 och var husbyggnadschef i Göteborgs stad från 1952.